# Barapasaure
El barapasaure (Barapasaurus, "llangardaix de grans cames") és un gènere de dinosaure sauròpode que va viure al Juràssic inferior.